# Nieuw Schenckenschans

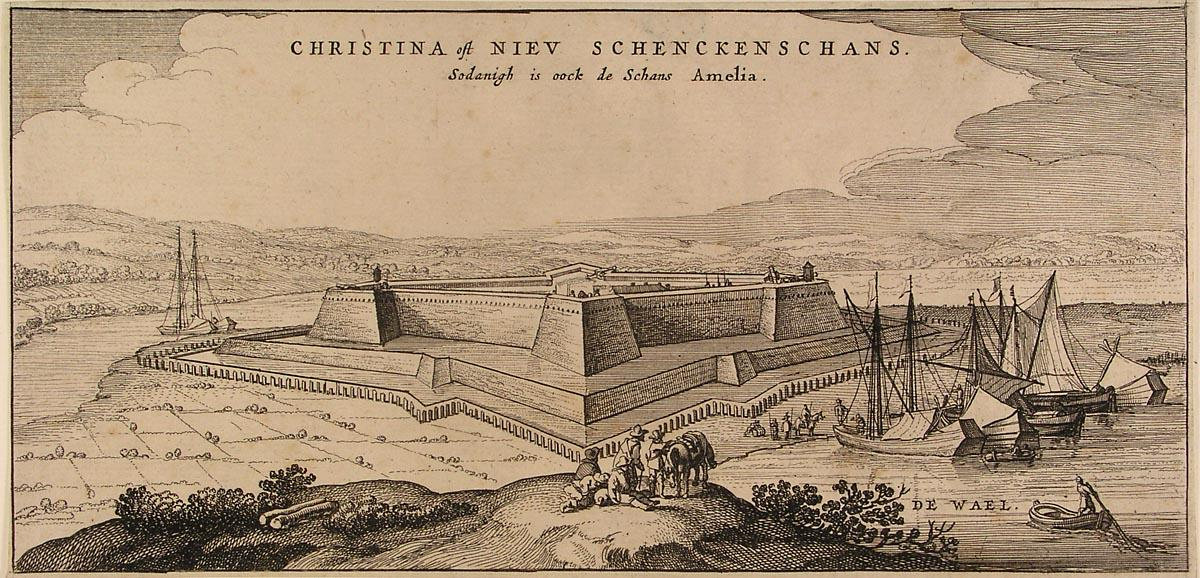
Nieuw Schenckenschans.

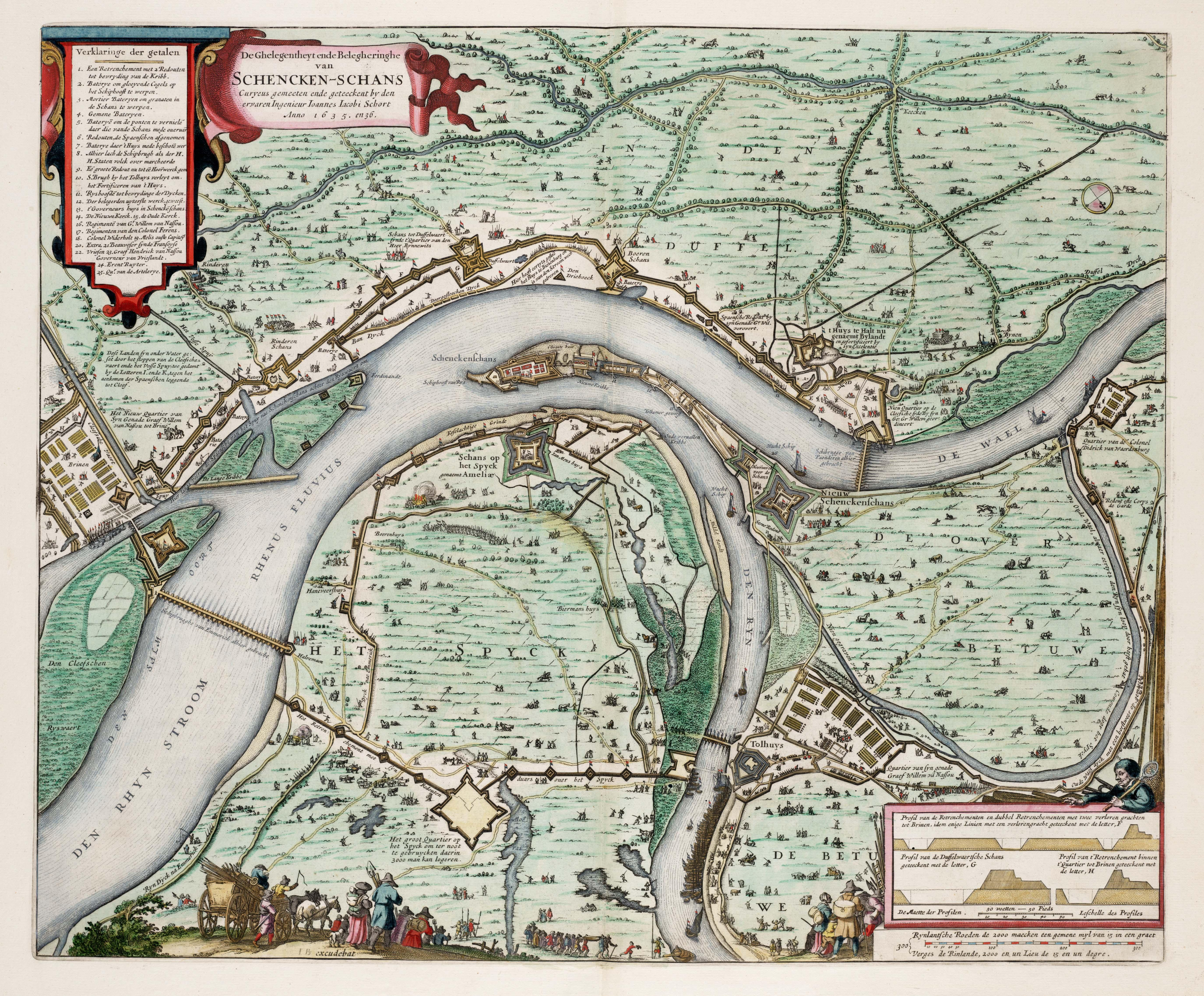
Cercos a Schenckenschans (1635 e 1636).

Cerco a Schenckenschans (1636).

Nieuw Schenckenschans localizava-se numa ilha do rio Reno, na atual Alemanha.
Maurício de Nassau distinguiu-se no cerco a esta fortaleza (Abril de 1636), tendo sido atingido por dois tiros de mosquete que lhe atravessaram o chapéu, e por um terceiro, que lhe custou a parte superior da orelha direita. Ainda assim, Nassau permaneceu à frente de sua companhia de Valões, até à rendição da praça.